# قاسم بن ابراهیم الرسی
قاسم الرسی بن ابراهیم بن اسماعیل بن ابراهیم بن حسن بن حسن بن علی (متولد ۱۶۹ هجری - متوفی ۲۴۶ هجری/۸۶۰ میلادی) فقیه، متکلم و امام شیعه زیدی بود. وی بزرگ‌ترین متکلم و نظریه‌پرداز کلام و فقه زیدیه است. رسی که در کوهستانی در حومه مدینه به نام رس می‌زیست با جمعی از هوادارانش مذهب زیدیه را در غرب طبرستان، منطقه رویان، کلار، و چالوس پراکند. الرد علی الرافضة و الرد علی الروافض من اهل الغلو که از آثار منسوب به اوست از اولین آثاری ست که زیدیه در آن ضمن تدوین آراء کلامی- فقهی و تفسیری خود با مبانی کلامی جدید در نقد امامیه نوشته‌اند.

## زندگی
رسی فرزند ابراهیم بن اسماعیل مشهور به طباطبا از سادات مشهور حسنی مدینه است. او احتمالاً در سال ۱۶۹ قمری در مدینه متولد شد و در همان‌جا تحصیل کرد. محمد بن ابراهیم برادر رسی در سال ۱۹۹ در کوفه علیه مأمون قیام کرد و او به مصر گسیل شد تا بیعت مردم آنجا را به دست آورد. او مدت‌ها سعی در قیام داشت ولی ناکام ماند و اکثراً در تعقیب و گریز با عباسیان می‌زیست. در اواخر عمر در رس زندگی می‌کرد و همان‌جا درگذشت. نوهٔ او، یحیی الهادی الی الحق، موفق شد در یمن دولت زیدی تأسیس کند و از اثرگذارترین امامان زیدی بود.

## اندیشه‌ها
عقل منبع اصلی شناخت در دیدگاه قاسم است. شناخت خداوند به وسیله عقل صورت می‌گیرد و تشبیه و جسم دانستن خداوند نفی می‌شود. او عقل را بر قرآن و سنت مقدم می‌داند چرا که با عقل می‌توان پیامبر راستین را از دروغین شناخت. او به اصول پنج‌گانه معتزله باور دارد. او با تأثیر گرفتن از معتزلیان انسان را در کار خود مختار می‌داند و مجبره را رد کرده‌است. او به آیه «قل إن ضللت فانما أضل علی نفسی و إن اهتدیت فیما یوحی إلی ربی» (سبأ: ۵۰) استناد کرده، ضلالت افراد را از ناحیه خود انسان‌ها می‌داند و هدایت را توفیقی الهی می‌خواند.
قاسم رسی در نوشته‌هایش به امر به معروف توجه زیادی دارد و می‌گوید: «بر هر مؤمنی تا آن جا که توان تغییر دارد، باید امر به معروف و نهی از منکر کند و اگر لازم است این کار با قیام و شمشیر باشد، باید آن را انجام دهد. پایین‌ترین مرتبه امر به معروف و نهی از منکر به وسیله زبان است و اگر به خاطر ترس از هلاکت یا تقیه نمی‌تواند بوسیله زبان امر ونهی کند، باید با قلب خود و تصمیم بر تغییر این کار را انجام دهد و نباید صاحب منکر را ترک کند تا این که او توبه نماید…».

### نظریه امامت
به اعتقاد قاسم امام نباید اعلام کند که «من امام هستم». او در کتاب الامامة بیان می‌کند هر کسی که ثابت شود خردمندترین است، امام است، اما هنوز تأیید امامتش را بر عهده جامعه می‌داند. به نظر می‌رسد قاسم معتقد است که شخصیت امام به قدری برتر از دیگران است که نباید هیچ اختلاف نظری راجع به هویت امام در کار باشد. قاسم، هیچگاه علناً ادعای امامت نکرد، ولی به نظر می‌رسد خودش را شایسته امامت می‌دانست، و گاهی به‌طور تلویحی به این شایستگی اشاره می‌کرد. زیدیان متأخر معتقدند که قاسم دست به شمشیر برده و حتی امام هم بوده‌است. اما به نظر می‌رسد که همه اینها بازنویسی تاریخ به نفع مقاصد زیدیان است. به هر حال در پی جدل زیدیان، نظریه قاسم مرجعیتی پیدا کرد که دیگر دانشمندان زیدی نتوانستند با آن مخالفت کنند. کلاً در آثار قاسم هیچ تبلیغی برای قیام نیست، و هیچ واقعه قابل اطمینانی وجود ندارد که اثبات کند او قیام کرد، یا به عنوان امام شناخته می‌شده‌است.

## نقد رافضه
قاسم به شدت به رافضه یا روافض یعنی کسانی که زید بن علی را رها کرده، از یاری او سرباز زدند می‌تازد و به این دلایل به آنها حمله می‌کند:

### آموزه آنها در باب وصایت
به اعتقاد روافض آنها هیچ‌گاه بی وصی یعنی کسی که از پیامبر یا وصی دیگر وصایت را دریافت کرده باشد رها نشده‌اند. وصی را حجت خداوند می‌دانند که مردم را به ایمان به خداوند دعوت می‌کند، همه دستورات الهی را می‌داند و می‌تواند راه خدا را پیدا کند. زین رو باید مردم از او اطاعت کنند.
قاسم این نظریه وصایت را رد می‌کند و معتقد است در بین دو پیامبر وصایایی نبوده‌اند، زیرا اگر در این برهه‌ها، امامان یا اوصیایی که همه حلال‌ها و حرام‌ها را می‌دانستند وجود می‌داشتند، همان امامان مردم را هدایت می‌کردند و نیازی به آمدن پیغمبران بعد از آدم نبود. فرستاده شدن پیامبران از سوی خدا به اعتقاد قاسم، ثابت می‌کند سلسله‌ای از اوصیا وجود ندارند و باورمند به این سلسله منکر کتاب خداست. او این دیدگاه را که پس از آدم پیامبر یا رسول دیگری به سوی مردم فرستاده نشده‌است را به فرقه هندی براهمه متعلق می‌داند. به اعتقاد او در قرآن اشاره‌ای به عقیده رافضه در مورد وصایت نشده‌است. قرآن مردم را گمراه می‌خواند، در حالی که رافضه معتقدند که اوصیا، که در راه راست بودند، در میان مردم بوده‌اند.
دلیل دیگر او نبوت محمد است. اگر محمد وصایت را از وصی دیگری پذیرفته باشد آن که بوده‌است؟ عرب نمی‌توانسته باشد زیرا همه عربهای آن زمان امی بوده‌اند. غیر عرب هم نمی‌تواند باشد، زیرا به تصریح قرآن معلم پیامبر هیچ شخصی از دیگر امت‌ها نبود، و خداوند به زبان عربی مبین به وی آموزش داد. از سخنان رافضیان می‌توان استنباط کرد که پیامبر میراثی را قبول کرد که ضرورتاً او را به راه راست هدایت کرد، حال آنکه قرآن به ما می‌آموزد که محمد در ابتدا گمراه بود، سپس خداوند او را هدایت کرد. این دیدگاه رافضیان که ادعا می‌کنند بعضی از امامان آنها در کودکی راه راست را می‌شناختند، در مقابل آن قرار می‌گیرد.
قاسم، با استفاده از روش الزام خصم، به رد نظریه وصایت رافضیان می‌پردازد. او موروثی بودن امامت به اعتقاد رافضیان را در مغایرت با این حقیقت می‌داند که جانشین امام حسن نه پسرش بلکه برادرش امام حسین بود و نیز مغایر با معیارهای کمال عقلی و تقوا می‌داند. مادلونگ ردیه قاسم بر نظریه وصیت را در تضاد با دلیل او بر ضرورت نصب امام می‌داند: «قطعاً قاسم از این راه، دلیل خود بر اثبات امامت را تضعیف می‌کند. او خودش ضرورت امامت را بر اساس این سخن بنا نهاد که خالق حکیم نمی‌تواند مردم را بدون فراهم کردن معلمی که فرمان‌های الاهی را بشناسد، رها کند. در اینجا نقض نظریه امامت قاسم آشکار می‌شود». بنیامین ابراهیم اف این ادعای مادلونگ را قابل نقد می‌داند، زیرا می‌گوید قاسم در هیچ جا از آثارش نگفته «خالق حکیم نمی‌تواند مردم را بدون معلمی که دستورات خدا را بشناسد رها کند» بلکه به روشنی می‌گوید جامعه به معلمی نیاز دارد که مردم با توجه نشانه‌های خاصش او را بشناسند. او امامان را به سه دسته پیامبران، اوصیاء و امامان تقسیم می‌کند. او معتقد است زمانهایی وجود داشته که جامعه بدون رهبری این سه دسته سپری کرده‌است.

### اعتقادشان بهتشبیه
قاسم، رافضه را به خاطر معتقد بودن به تشبیه (نسبت دادن وضعیت، شکل و افعال انسانی به خدا) سرزنش می‌کند. هواداران هشام بن سالم جوالیقی (شاگرد امام جعفر صادق)، خداوند را به صورت انسان تشبیه می‌کردند، یعنی می‌گفتند که خدا به شکل انسان است، اما از گوشت و خون نیست و به عبارت دیگر او جسم نیست. هشام بن حکم اعتقاد داشت خداوند نور و جسم شش ضلعی ( است و با استفاده از حرکت، می‌فهمد در مکانی قرار دارد و از جایی به جای دیگر حرکت می‌کند و تصمیم‌های خود را تغییر می‌دهد و آسمان‌ها از وجودش خالی است زیرا بر عرش قرار گرفته‌است و در جای دیگر نیست. رافضیان همچنین متهم به این دیدگاه هستند که خداوند وقتی چیزی را می‌شناسد که به آن شی نزدیک باشد، زیرا او تنها هنگامی چیزی را می‌بیند که حجابی بین شی و او وجود نداشته باشد.
قاسم، با اشاره به آیاتی از قرآن در آنها علم خداوند به اثبات رسیده و خداوند به هیچ چیز شبیه نیست این عقیده را رد می‌کند. رافضیان، یعنی کسانی که به امامت امام صادق اقرار می‌کنند، معتقدند که امام به‌طور ذاتی علم غیب دارد و داننده چیزهاییست که در آسمانها و زمین و آگاه به چیزیست که در قلوب انسانها است. قاسم می‌پرسد چگونه هنگامی که پیامبر خدا در هنگام تولد از علم ذاتی برخوردار نبود، رافضیان می‌توانند به امامشان چنین علمی را نسبت بدهند. به اعتقاد او شهادت خود پیامبر که: او ابتدا پیامبر نبود، سپس به پیامبری مبعوث شد نشان می‌دهد انسان فقط بعد از آموختن می‌داند و علم ذاتی وجود ندارد. خداوند همیشه عالم بوده ولی مخلوقات دانششان پس از جهل است. قاسم بعضی از آیات قرآن را نقل می‌کند که ثابت می‌کند پیامبر و مردم به وقایعی که در آینده اتفاق می‌افتد آگاهی ندارند. به نظر او اگر آنگونه که رافضه می‌گویند، پیامبران و امامان علم غیب دارند، نباید در اثر زهری که خورده بودند، می‌مردند.

### مساوات امامان با پیامبران و تقیه
قاسم نظریه رافضه در خصوص مساوی بودن امامان و پیامبران رد می‌کند. به اعتقاد رافضیان امامشان آنچه را پیامبر می‌دانست می‌داند، و به آنچه محمد حکم می‌کرد، حکم می‌کند و امام هیچ فرقی با پیامبر ندارد، جز این حقیقت که پیامبر، رسول خدا بود.
قاسم، این ادعا را که امام در صفات و عمل شبیه پیامبر است و نیز اصل تقیه را، تکذیب می‌کند. به باور او محمد نه عقیده اش را مخفی کرد و نه از دشمنانش مخفی شد، بلکه علناً به تبلیغ عقیده خود پرداخت و با دشمنانش مخالفت کرد. او در کتاب الرد علی الروافض استدلالات شدید و مفصلی علیه آورده‌است. خلاصه‌ای از آنها عبارتند از:
1. بعضی از امامان مثل علی، حسن و حسین طبق قوانین تقیه عمل نکرده‌اند؛
2. خدا مردم را به عدم همبستگی با دشمنان خدا و نترسیدن از افراد شرور فراخواند؛
3. خداوند مردم را ملزم می‌کند که راه راست و نشانه‌هایی را که او آشکار کرده‌است کتمان نکنند؛
4. امام مخفی نمی‌تواند به عنوان هدایت کننده به مردم خدمت کند؛
5. محمد آشکارا به نفع جامعه اش عمل می‌کرد.

### رفتار امامان رافضه
قاسم برخی رفتارهای امامان رافضه را رد کرده و آنان را به دلبستگی به علایق مادی چون پول دوستی و زندگی تجملی متهم کرده‌است. در نظر او این اوصاف را نمی‌شود به علی بن ابی طالب، حسن بن علی، حسین بن علی و علی بن الحسین (زین العابدین) و محمد بن علی (باقر) نسبت داد. او امام رافضی را به جمع کردن یک پنجم از اموال بازرگانان، تجار، کشاورزان و باربران متهم می‌کند. شیعیان امامی گرایش داشتند همان‌طور که پیامبر بر اساس قرآن صاحب خمس غنائم جنگی بود، برای امامشان خمس هر درآمدی را ادعا کنند. به اعتقاد قاسم هیچ فردی مجبور نبود بیش از صدقات معین در قانون اموالی بپردازد. صدقات هم فقط هنگام وجود امم برحق که صدقات را به مستحقانی ببخشد که واقعاً مستحق باشند باید پرداخت شود. او خاندان پیامبر را مستحق خمس می‌داند. قاسم به مسلمانان به عنوان مال خودشان آرامش می‌دهد، و به تقویت ادعای خاندان پیامبر نسبت به خمس غنائم در برابر تعالیم اهل سنت می‌پردازد.
امامان خردسال
او به شدت به نقد این عقیده رافضیان می‌پردازد که کودکان لایق امامت‌اند. به اعتقاد او اقتدا به کودک در نماز، پذیرش شهادت او، مشارکت با او در خرید و فروش و ازدواج ممنوع است و نمی‌توان به او در مسایل دینی هم اعتماد کرد.

## آثار
- «الرد علی ابن المقفع»
- ”الرد علی الرافضة”
- ”الرد علی الروافض من أصحاب الغلو”
- ”الکامل المنیر فی الرد علی الخوارج”
- ”الرد علی النصاری”
- ”المسترشد”
- ”الرد علی المجبرة”
- ”تأویل العرش والکرسی”
- ”المسألة”
- ”الفرائض والسنن”
- ”کتاب الطهارة”
- ”صلاة الیوم واللیلة”
- ”مسائل علی بن جهشیار”
- ”الناسخ والمنسوخ”
- ”سیاسة النفس” و”الإمامة”
- ”تثبیت الإمامة”
- ”الاحتجاج فی الإمام”
- ”الهجرة للظالمین”
- ”القتل والقتال”